# استفان فان دایک
استفان فان دایک (هلندی: Stefan van Dijk؛ زادهٔ ۲۲ ژانویهٔ ۱۹۷۶) دوچرخه‌سوار اهل هلند است.
از باشگاه‌هایی که در آن رکاب زده‌است می‌توان به تیم لوتو–سودال، سایکل کولستروپ، و وانتی–گروپ گوبر اشاره کرد.